# Mathew Beard
Mathew Beard, tidigast född i oktober 1886 i Georgia, USA, död 16 februari 1985 i  Florida, var en man med afroamerikansk bakgrund, som varit uppförd med flera åldersrekord, bland annat som världens äldsta person. Rekorden var baserade på uppgifter om hans födelse  6 juli 1870 i Norfolk, Virginia. Detta har 2023 förklarats vara en förväxling med en annan person med samma namn och är alltså felaktigt.
Mathew Beard är i april 2023 inte inkluderad i engelskspråkiga Wikipedias lista över världens verifierat äldsta personer.